# Чур (станция)
Чур — пассажирская и грузовая железнодорожная станция Ижевского отделения Горьковской железной дороги в селе Чур Якшур-Бодьинского района Удмуртии. Открыта в 1945 году.
Станция осуществляет продажу билетов, приём и выдачу повагонных и мелких отправок на подъездных путях. Приём и выдача багажа не производятся.

## История
Станция возникла в начале XX века при строительстве узкоколейной Увинско-Узгинской железной дороги. Последнюю прокладывали для обеспечения дровами ижевских заводов. Новую станцию назвали Чур — по имени протекающей здесь небольшой лесной реки. Открытие станции привело к появлению рядом с ней небольшого посёлка — будущего села Чур.
Во время Гражданской войны станция была разгромлена отрядом белогвардейцев: взорваны железнодорожное полотно и паровозы, от начавшегося пожара сгорело первое здание вокзала. В 1930 году был построен новый деревянный вокзал.
В годы Великой Отечественной войны на станции происходят крупные перемены. В 1942 году принимается решение о строительстве железной дороги широкой колеи Ижевск — Балезино, которая должна была связать линию Казань — Свердловск с Пермской железной дорогой. Новая линия частично прокладывалась по трассе Узгинской узкоколейки и поэтому прошла через Чур. После принятия построенной Балезинской железной дороги в постоянную эксплуатацию, в 1945 году станция Чур была вновь открыта уже как станция нормальной колеи.
В 1952 году в Чуре открылся новый железнодорожный каменный вокзал. Одновременно с вокзалом для нужд железной дороги строилась водонапорная башня. У перрона вокзал был украшен двумя фонтанами и скульптурами, зал ожидания освещала хрустальная люстра. По мнению многих, вокзал станции Чур в те годы был самым красивым на всём Балезинском направлении.
Начальниками станции в разные годы были Л. А. Горнев, А. Обухов, З. И. Пашкова, Н. И. Бессонова, В. В. Горбушин.

## Описание
Станция Чур расположена в одноимённом селе на 101 километре однопутной неэлектрифицированной линии Пибаньшур — Ижевск (отсчёт расстояния ведётся от Пибаньшура), между станциями Кекоран и Угловой. Станционные пути проходят через центральную часть села Чур приблизительно с юга на север. Чётную (южную) горловину станции пересекает Советская улица, здесь организован железнодорожный переезд. В ста метрах к югу от него находится железнодорожный мост через реку Чур.
Станция состоит из трёх сквозных путей и одного тупика, расположенного в стороне от них. Сквозные пути используются для пропуска поездов дальнего следования, оборота и стоянки пригородных поездов, посадки/высадки в них пассажиров, для маневровой работы и т. д. Тупиковый путь примыкает к чётной горловине и используется для погрузочно-выгрузочных работ на площадке складирования лесоматериалов, прилегающей к станции с западной стороны.
Вдоль восточной стороны станции располагаются перрон и одноэтажное здание вокзала. К югу от железнодорожного моста через реку Чур к чётной горловине станции примыкает подъездной путь Чуровского завода силикатных стеновых материалов.

## Пассажирское сообщение со станцией
Поезда дальнего следования проходят Чур без остановки. Пассажирские перевозки по станции обслуживаются пригородной пассажирской компанией «Содружество».
По состоянию на 2018 год в круглогодичном режиме через станцию ежедневно курсирует пригородный поезд сообщением Ижевск — Балезино — Ижевск. Частота движения составляет 2 пары поездов в сутки. В летний период в расписание вводятся дополнительные поезда из Ижевска, для которых станция Чур является конечной.